# Forsbo, Sala kommun
Forsbo är en by i Möklinta distrikt (Möklinta socken) i Sala kommun, Västmanlands län (Västmanland). Byn ligger vid Länsväg 840, nära Dalälven som här utgör gräns mot Avesta kommun och Dalarnas län, cirka tio kilometer norrut från tätorten Möklinta.